# Wereldkampioenschappen schaatsen afstanden 2013 - Ploegenachtervolging vrouwen
De ploegenachtervolging vrouwen op de wereldkampioenschappen schaatsen afstanden 2013 werd gereden op zondag 24 maart 2013 in het ijsstadion Adler Arena in Sotsji, Rusland.
De acht hoogst geklasseerde landen van de wereldbeker schaatsen 2012/2013 - Ploegenachtervolging vrouwen mochten deelnemen aan het WK; gastland Rusland was automatisch geplaatst ook indien het niet bij de top acht van de wereldbeker zou eindigen. De Nederlandse dames verdedigden met succes hun titel. Ireen Wüst won met Marrit Leenstra en Diane Valkenburg in haar kielzog haar vijfde medaille en haar derde wereldtitel van het toernooi.

## Plaatsing
De regels van de ISU schrijven voor dat er maximaal acht ploegen zich plaatsen voor het WK op deze afstand. Thuisland Rusland en de zeven overige teams die het hoogste geëindigd zijn in de wereldbekerbekerstand plaatsen zich. Ook de volgorde op de reservelijst wordt gebaseerd op de wereldbekerstand. De Russische vrouwen eindigden als achtste in de wereldbekerstand en hadden dus ternauwernood de automatische plek niet nodig. De acht hoogst geklasseerde landen deden allemaal mee aan dit WK.

## Statistieken

### Uitslag
| #      | Land       | Naam                                                        | Tijd    |
| ------ | ---------- | ----------------------------------------------------------- | ------- |
| Goud   | Nederland  | Marrit Leenstra Diane Valkenburg Ireen Wüst                 | 3.00,02 |
| Zilver | Polen      | Katarzyna Bachleda-Curuś Natalia Czerwonka Luiza Złotkowska | 3.04,91 |
| Brons  | Zuid-Korea | Kim Bo-reum Noh Seon-yeong Park Do-yeong                    | 3.05,32 |
| 4      | Duitsland  | Monique Angermüller Bente Kraus Claudia Pechstein           | 3.05,50 |
| 5      | Rusland    | Olga Graf Jekaterina Lobysjeva Joelia Skokova               | 3.05,94 |
| 6      | Noorwegen  | Hege Bøkko Mari Hemmer Ida Njåtun                           | 3.07,23 |
| 7      | Japan      | Masako Hozumi Eriko Ishino Miho Takagi                      | 3.07,90 |
| 8      | Canada     | Ivanie Blondin Christine Nesbitt Brittany Schussler         | 3.20,92 |

### Loting
| Rit |            |           |
| --- | ---------- | --------- |
| 1   | Noorwegen  | Rusland   |
| 2   | Zuid-Korea | Japan     |
| 3   | Polen      | Duitsland |
| 4   | Nederland  | Canada    |

2005 · 
2007 · 
2008 · 
2009 · 
2011 · 
2012 · 
2013 · 
2015 · 
2016 · 
2017 · 
2019 · 
2020 · 
2021 · 
2023 · 
2024 · 
2025